# Calamagrostis amoena
Calamagrostis amoena är en gräsart som först beskrevs av Pilg., och fick sitt nu gällande namn av Pilg.. Calamagrostis amoena ingår i släktet rör, och familjen gräs. Inga underarter finns listade i Catalogue of Life.